# Roll Sörensen
Albert Emil Roll Sörensen (Sørensen), född 13 februari 1924 i Köpenhamn, död 13 april 2009 i Gävle Tomas församling, var en dansk-svensk målare, tecknare och grafiker.
Han var son till representanten Johannes Sørensen och Eleonora Nielsen och från 1947 till sin död gift med Vivi Sörensen. Under andra världskriget provade han på en rad yrken i Danmark. Han flyttade till Sverige 1946 och kom här i kontakt med konsten som fängslade honom. Han studerade vid Otte Skölds målarskola 1949–1950 och för Hugo Zuhr och Olle Nyman  vid Kungliga konsthögskolan 1952–1957. Han företog ett flertal studieresor i Europa bland annat till Nederländerna, Frankrike, Spanien, Kanarieöarna och de svenska Norrländska länen. Efter studierna bosatte han sig i Gävletrakten och tog en livaktig del i länets konstliv. Separat ställde han bland annat ut på Gävle museum 1961´och Galleri Svarta katten 1961. Han medverkade sedan 1958 i Gävleborgs läns konstförenings utställningar i Gävle. Bland hans offentliga arbeten märks en monumentalmålning för Hoforshus i Torsåker, Torsåkers servicehus 1986, Länssjukhusets avd. 08 i Gävle 1988 och Sandvikens sjukhus entré 1990. Han har tilldelats stipendier från Professor Otte Sköldringens fond, Sveriges Konstnärsfond 1990, Gävleborgs konstförenings konstnärsstipendium 1991, Resestipendium från Svenska Bildkonstnärsfonden 1993 och Arbetsstipendium fån Svenska Bildkonstnärsfonden 1994. Hans konst består av stilleben med burkar, flaskor och vaser där motiven förekommer i en mängd varianter, förenklade plankubistiska lösningar av ljus och volymproblem, och efter vistelsen på Kanarieöarna tillkom bilder från de stora lavafälten med olika nyanser av jordfärgen. Han arbetade dessutom med collage, teckningar och träsnitt. Sörensen är representerad vid bland annat Gävle lasarett och Mörby lasarett i Stockholm. Vid sidan av sitt eget skapande var han verksam som konst och litteraturkritiker i Gefle Dagblad samt kursledare i olika konstkurser.